# La Naufragée
Pour plus de détails, voir Fiche technique et Distribution.
La Naufragée (titre original : The Woman God Changed) est un film muet américain réalisé par Robert G. Vignola et sorti en 1921.

## Fiche technique
- Titre original : The Woman God Changed
- Réalisation : Robert G. Vignola
- Scénario : Doty Hobart, d'après une histoire de Brian Oswald Donn-Byrne
- Production : Cosmopolitan Productions
- Décors : Joseph Urban
- Distribution : Paramount Pictures
- Photographie : Al Liguori
- Durée : 70 minutes
- Dates de sortie: 
  - États-Unis : 3 juillet 1921
  - France : 22 septembre 1922

## Distribution
- Seena Owen : Anna Janssen
- E. K. Lincoln : Thomas McCarthy
- Henry Sedley : Alastair De Vries
- Lillian Walker : Lilly
- H. Cooper Cliffe : Donogan
- Paul Nicholson : Procureur du district
- Joseph W. Smiley : le commissaire de police
- Templar Saxe : le commissaire français
- Ramón Novarro : rôle indéterminé (non crédité)

## Conservation
Il existe au moins une bobine du film, qui est conservée dans la collection de la Bibliothèque du Congrès (Packard Campus),.